# Osceola (film)
Osceola  (titlul original: în germană Osceola) este un film dramatic est-german, realizat în 1971 de regizorul Konrad Petzold, protagoniști fiind actorii Gojko Mitić, Horst Schulze, Iurie Darie și Karin Ugowski.

## Conținut
Florida, cu puțin timp înainte de 1835. Indienii tribului seminole au fost singurii care s-au opus deportării în rezervații, s-au retras în Florida și acum cultivă pământul și cresc animale. Însă albii își doresc terenurile doar pentru ei și își văd existența periclitată de faptul că tot mai mulți sclavi negri fug la seminoli. Moore, proprietarul de gater, originar din Statele nordice căsătorit cu o seminolă, este pentru înțelegere pașnică și împotriva sclaviei. Cu toate acestea, Raynes proprietarul plantației, este în favoarea stăpânirii prin forță și violență. Osceola, căpetenia tribului, recunoaște pericolul și încearcă să evite provocările albilor, dar nu poate preveni izbucnirea războiului.

## Distribuție
- Gojko Mitić – Osceola
- Horst Schulze – William Raynes
- Iurie Darie – Richard Moore
- Karin Ugowski – Gladis Raynes
- Kati Bus – Zilla
- Pepa Nikolova – Rhea
- Iskra Radewa – Che-Cho-Ter
- Aubrey Pankey – Benjamin
- William Aniche – Robin
- Boubacar Toure – Black Panther
- Josef Quartey – Tom
- Almamy Soumaré – Joshua
- Gerhard Rachold – Hammer
- Werner Kanitz – Phipps
- Gerry Wolff – guvernatorul Richard Keith Call
- Wolfgang Greese – Wiley Thompson
- Bruno Carstens – Clinch
- Kurt Kachlicki – Stock
- Monika Woytowicz – Peggy Kerry
- Daniel Michev – Emathla
- Stefan Peitschev – Mikonopi
- Ivan Dorin – Arpeika
- Predrag Milinkovic – căpitanul Fletcher
- Jürgen Frohriep – locotenentul
- Fritz Mohr – sergentul